# Горбань Євген Юхимович
Євге́н Юхи́мович Горбань (19 червня 1931 , Гришівка, Сахновщинський район  — 31 січня 2001 , Київ ) — скульптор, заслужений діяч мистецтв УРСР (1982), член Спілки художників СРСР (з 1962).

## Біографія
Народився 19 червня 1931 року в селі Гришівка, тепер Харківська область, Україна. 1957 року закінчив Київський художній інститут (майстерня Михайла Лисенка).
Лауреат Державної премії України ім. Т. Г. Шевченка 1985 року за пам'ятник героям Горлівського збройного повстання 1905 року в м. Горлівці Донецької області.
Помер 31 січня 2001 року в Києві.

## Творчість
До його творів відносяться:
- пам'ятник героям-піонерам, Лубни, 1959,
- «До мирної праці», 1960,
- «Цілинник», 1963,
- «В. І. Ленін», 1969,
- «Будівельники», 1972,
- Монумент Дружби Народів, село Сеньківка, Городнянський район, 1975, у співавторстві,
- пам'ятник командарму І. Ф. Федьку, у співавторстві, Ромни, 1977,
- пам'ятник учасникам збройного повстання 1905 року у Горлівці Донецької області — 1980, зі скульптором Гиричем Ю. Н. та архітектором Миргородським С. Н.,
- меморіальний ансамбль «Героям аджимушкайської оборони» в Керчі — 1982, у співавторстві;
- монумент «На честь 325-річчя возз'єднання України з Росією», Переяслав, 1982, у співавторстві із скульптором Борисом Климушком, Ю. М. Гиричем та архітекторами і М. М. Фещенком,
- композиції «Наш час» — 1989,
- «1933 рік» — 1991,
- «Сон» — 1991,
- портрети гетьманів Івана Мазепи — 1993,
- та Петра Дорошенка — 1995,
- пам'ятник Івану Мазепі в селі Мазепинці, 1994.